# Římskokatolická farnost Suchdol nad Lužnicí
Římskokatolická farnost Suchdol nad Lužnicí je územním společenstvím římských katolíků v rámci jindřichohradeckého vikariátu Českobudějovické diecéze.

## O farnosti

### Historie
Plebánie byla v Suchdole zřízena v roce 1364.

#### Přehled duchovních správců
- 2006–2014 Jaroslav Šmejkal (administrátor)
- 2014–2016 ThLic. David Henzl (administrátor ex currendo z Třeboně)
- od 1. 2. 2016 – 31. 1. 2017 Mgr. Martin Bětuňák (administrátor ex currendo z Třeboně)

### Současnost
Farnost je spravována ex currendo z Českých Velenic.
| Kostel                     | Místo               | Bohoslužba             | Bohoslužba                                | Poznámka        |
| -------------------------- | ------------------- | ---------------------- | ----------------------------------------- | --------------- |
| Kostel sv. Jana Křtitele   | Cep                 | 1x ročně, poutní       | 1x ročně, poutní                          | filiální kostel |
| Kaple sv. Jana             | Hrdlořezy           | neslouží se pravidelně | neslouží se pravidelně                    | obecní kaple    |
| Kaple Panny Marie Sněžné   | Klikov              | neslouží se pravidelně | neslouží se pravidelně                    | obecní kaple    |
| Kostel sv. Mikuláše        | Suchdol nad Lužnicí | neděle středa          | 9.30 17.00 / zimní čas, 18.00 / letní čas | farní kostel    |
| Kaple sv. Jana Nepomuckého | Suchdol nad Lužnicí | pátek                  | 8.00 (modlitba růžence)                   | kaple           |